# Zollikommer Bann

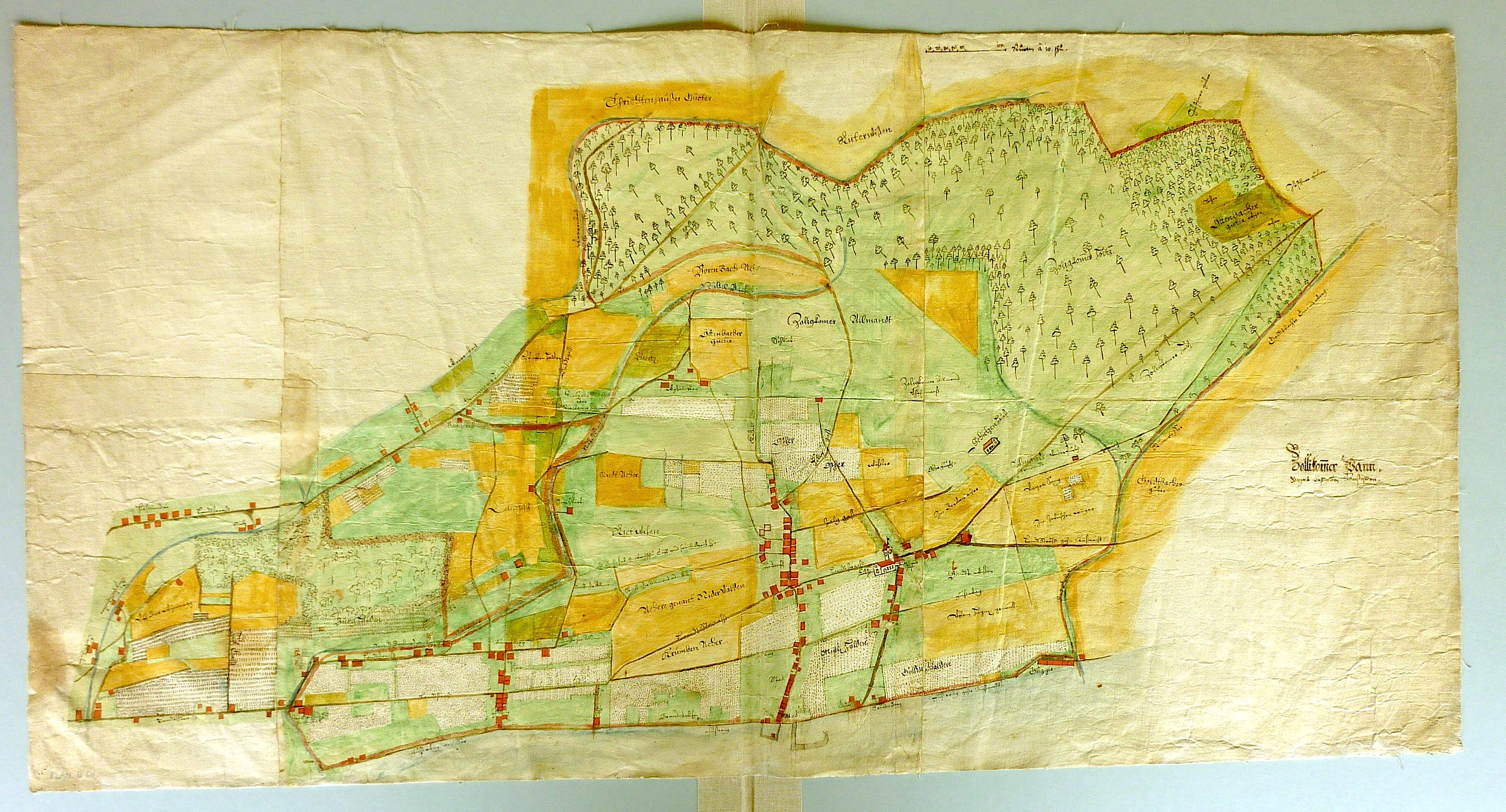
Zollikommer Bann

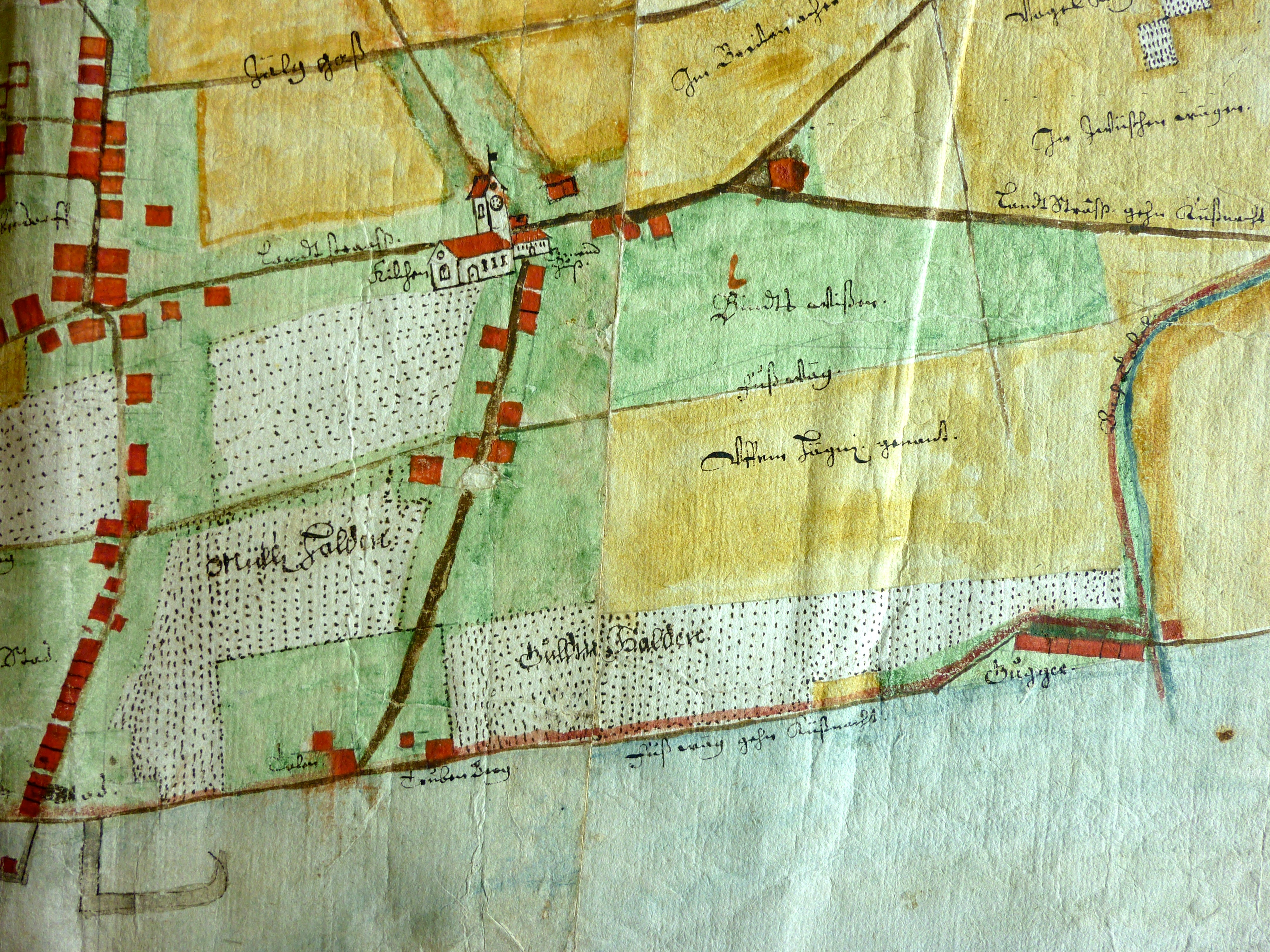
Oben das heutige Dorfzentrum: rechts die Kirche, links die Häusergruppen Ober-, Hinterdorf und Gstaad, am See das heute nicht mehr stehende Haus Tolen, der Traubenberg und rechts der Gugger

Der Zollikommer Bann (heute wird auch die Bezeichnung Zolliker Zehntenplan verwendet) ist eine Karte von Zollikon im Kanton Zürich, Schweiz, aus dem Jahr 1720. Es handelt sich um die älteste bekannte Karte des Orts. Der «Zollikommer Bann» wird im Staatsarchiv Zürich aufbewahrt.

## Zweck
Ein Bann bezeichnet seit dem 10. Jahrhundert ein besonderes Gebiet, hier Zollikon-Dorf. Um die ihr zustehenden Einnahmequellen zu überblicken, liessen die Regierungen vor allem im 17. Jahrhundert Zehntenpläne erstellen, die in der Regel das Gebiet einer Gemeinde umfassten. Dadurch erhielt die Obrigkeit einen Überblick über die auf den Grundstücken lastenden Abgaben und dadurch eine lückenlose Erfassung aller Zehntenpflichtigen.

## Beschreibung
Der Plan ist bezeichnet als «Zollikommer Bann sampt deßelben Anstößen». Er ist nach Osten ausgerichtet mit dem See an der Unterseite. Das Blatt ist 107 Zentimeter lang und 55,5 Zentimeter breit. Das brüchig gewordene Papier wurde zur Stabilisierung auf Leinwand aufgeklebt. 
Gezeichnet wurde der Plan mit Tinte oder Tusche. Anschliessend wurde er mit Wasserfarbe in verschiedenen Grün- und Ockertönen koloriert. Wer ihn in Auftrag gegeben hat, wer ihn gezeichnet hat, ist nicht bekannt.
Das dargestellte Gebiet ist in Wirklichkeit ca. 3700 Meter lang und 3000 Meter breit. Es entspricht nicht dem heutigen Gemeindegebiet: Einerseits fehlt der obere Dorfteil Zollikerberg, anderseits ist links noch ein Teil der damaligen Gemeinde Riesbach dargestellt. Im Süden reicht der Plan bis zum Rumensee, im Norden ungefähr bis zum Strandbad Tiefenbrunnen.

## Darstellung
Eingezeichnet sind Reben, Wiesland, Äcker und Wald. Manche der eingetragenen Flurbezeichnungen werden heute noch verwendet. Eingetragen sind als Ötenbach Güeter mehrere Grundstücke aus dem Besitz des Klosters Oetenbach in Zürich. Oben findet sich die Bezeichnung Trichtenhausen Güeter; Trichtenhausen war damals die Bezeichnung für den Zollikerberg. Am See sind der Traubenberg und rechts als langes Gebäude der Gugger eingetragen. Die reformierte Kirche und das Schützenhaus (ungefähr an der Stelle der heutigen Pfadfinderhütte) sind als einzige Gebäude als Miniaturbild dargestellt.